# Байгуловское сельское поселение
Байгу́ловское се́льское поселе́ние (чув. Куснар ял тӑрӑхӗ) — муниципальное образование в Козловском районе Чувашской Республики Российской Федерации.
Административный центр — село Байгулово.

## История
Статус и границы сельского поселения установлены Законом Чувашской Республики от 24 ноября 2004 года № 37 «Об установлении границ муниципальных образований Чувашской Республики и наделении их статусом городского, сельского поселения, муниципального района и городского округа».

## Население
| 2010 | 2012 | 2013 | 2014 | 2015 | 2016 | 2017 |
| ---- | ---- | ---- | ---- | ---- | ---- | ---- |
| 877  | ↗884 | ↘868 | ↘864 | ↘828 | ↘814 | ↘798 |
| 2018 | 2019 | 2020 | 2021 |      |      |      |
| ↘794 | ↘757 | ↘746 | ↘728 |      |      |      |

## Состав сельского поселения
| № | Населённый пункт  | Тип населённого пункта       | Население |
| - | ----------------- | ---------------------------- | --------- |
| 1 | Байгулово         | село, административный центр | ↗918      |
| 2 | Верхнее Байгулово | деревня                      | ↗112      |